# Ezequiel Leyva
Ezequiel Leyva är en ort i Mexiko.   Den ligger i kommunen Navolato och delstaten Sinaloa, i den västra delen av landet, 1 100 km nordväst om huvudstaden Mexico City. Ezequiel Leyva ligger 7 meter över havet och antalet invånare är 531.
Terrängen runt Ezequiel Leyva är mycket platt. Runt Ezequiel Leyva är det ganska tätbefolkat, med 155 invånare per kvadratkilometer. Närmaste större samhälle är Navolato, 11,1 km nordost om Ezequiel Leyva. Trakten runt Ezequiel Leyva består till största delen av jordbruksmark.